# Alexia Dechaume
Alexia Dechaume, conosciuta anche come Alexia Dechaume-Balleret (La Rochelle, 3 maggio 1970), è un'ex tennista francese.
Ha sposato il tennista monegasco Bernard Balleret, assumendone quindi il cognome, che ha aggiunto al proprio .

## Biografia
In carriera ha vinto sei titoli di doppio. Nei tornei del Grande Slam ha ottenuto il suo miglior risultato raggiungendo il quarto turno nel singolare all'Open di Francia nel 1994.
Dopo il ritiro ha allenato Pauline Parmentier e per qualche tempo anche la squadra francese di Fed Cup.

## Statistiche

### Singolare

#### Finali perse (3)
| Numero | Anno           | Torneo                            | Superficie  | Avversaria in finale   | Punteggio     |
| 1.     | 6 maggio 1990  | Taranto Open, Taranto             | Terra rossa | Raffaella Reggi        | 6-3, 0-6, 2-6 |
| 2.     | 25 agosto 1991 | Schenectady Open, Schenectady     | Cemento     | Brenda Schultz         | 6-7, 2-6      |
| 3.     | 18 maggio 1997 | Welsh International Open, Cardiff | Terra rossa | Virginia Ruano Pascual | 1-6, 6-3, 2-6 |

### Doppio

#### Vittorie (6)
| Numero | Anno              | Torneo                                                      | Superficie  | Compagna         | Avversarie in finale             | Punteggio     |
| 1.     | 25 settembre 1988 | Clarins Open, Parigi                                        | Terra rossa | Emmanuelle Derly | Louise Field Nathalie Herreman   | 6-0, 6-2      |
| 2.     | 5 maggio 1991     | Taranto Open, Taranto                                       | Terra rossa | Florencia Labat  | Laura Golarsa Ann Grossman       | 6-2, 7-5      |
| 3.     | 12 luglio 1992    | WTA Austrian Open, Kitzbühel                                | Terra rossa | Florencia Labat  | Amanda Coetzer Wiltrud Probst    | 6-3, 6-3      |
| 4.     | 26 luglio 1992    | Internazionali di Tennis di San Marino, Città di San Marino | Terra rossa | Florencia Labat  | Sandra Cecchini Laura Garrone    | 7-6, 7-5      |
| 5.     | 30 agosto 1992    | Schenectady Open, Schenectady                               | Cemento     | Florencia Labat  | Ginger Helgeson Shannan McCarthy | 6-3, 1-6, 6-2 |
| 6.     | 20 aprile 1997    | Japan Open Tennis Championships, Tokyo                      | Cemento     | Rika Hiraki      | Kerry-Anne Guse Corina Morariu   | 6–4, 6–2      |

#### Finali perse (5)
| Numero | Anno              | Torneo                                       | Superficie  | Compagna          | Avversarie in finale              | Punteggio     |
| 1.     | 23 settembre 1990 | Clarins Open, Parigi                         | Terra rossa | Nathalie Herreman | Kristin Godridge Kirrily Sharpe   | 6-4, 3-6, 1-6 |
| 2.     | 22 settembre 1991 | Clarins Open, Parigi                         | Terra rossa | Julie Halard      | Petra Langrová Radka Zrubáková    | 4-6, 4-6      |
| 3.     | 6 agosto 1995     | San Diego Open, San Diego                    | Cemento     | Sandrine Testud   | Gigi Fernández Nataša Zvereva     | 2-6, 1-6      |
| 4.     | 5 maggio 1996     | Croatian Bol Ladies Open, Vallo della Brazza | Terra rossa | Alexandra Fusai   | Laura Montalvo Paola Suárez       | 7-6, 3-6, 4-6 |
| 5.     | 6 gennaio 1999    | Tasmanian International, Hobart              | Cemento     | Émilie Loit       | Mariaan de Swardt Olena Tatarkova | 1-6, 2-6      |